# Francis Madden
Francis J. Madden é um engenheiro estadunidense.

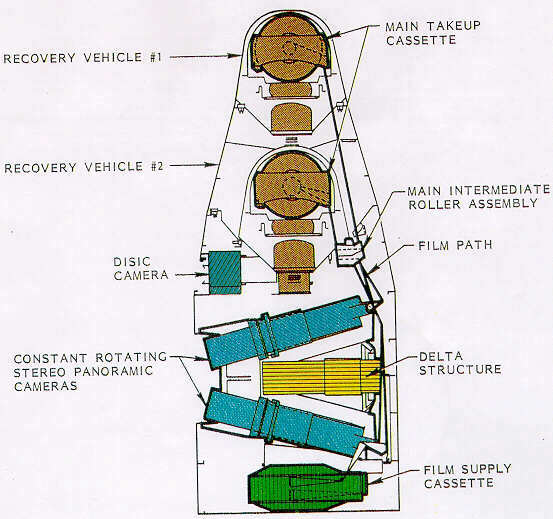
Sistema de câmaras do corona

Recebeu o Prêmio Charles Stark Draper de 2005 por sua participação no projeto corona.